# Plectiscidea mesoxantha
Plectiscidea mesoxantha là một loài tò vò trong họ Ichneumonidae.